# HD147103
HD147103 — подвійна зоря. 
Дана подвійна система має видиму зоряну величину в смузі V приблизно 7,8.

## Подвійна зоря
Головна зоря цієї системи належить до хімічно пекулярних зір й має спектральний клас B9.
Інша компонента має  спектральний клас A2.